# Nada Suspeitos
Nada Suspeitos é uma série de televisão brasileira de suspense cômico exibida pela Netflix numa coprodução com a produtora Glaz Entretenimento desde 17 de agosto de 2022.
Criada por César Rodrigues e Leandro Soares, dupla que havia trabalhado em conjunto no seriado Vai que Cola, no Multishow, e escrita por eles em parceria com César Amorim e Pedro Tomé, é uma série que conta a história da junção de várias famílias ligadas a um milionário que acaba de falecer, eles se reúnem em uma mansão para lutar por suas partes na partilhar de bens, mas a situação sai de controle com tantas pessoas em uma casa e as dúvidas sobre quem matou o milionário recai sobre todos os herdeiros. Conta com a direção geral e artística de César Rodrigues e Eduardo Vaisman.
É estrelada por Fernanda Paes Leme, Maíra Azevedo, Thati Lopes, Rômulo Arantes Neto, Silvero Pereira, Marcelo Médici, Raphael Logam, Gkay, Eliezer Motta, Dhu Moraes, Cezar Maracuja, Gi Uzêda e Paulo Tiefenthaler.
Nada Suspeitos foi cancelada após uma única temporada.

## Premissa
Enganadas pelo mesmo playboy, três mulheres vão com a família procurar respostas na mansão dele, mas acabam envolvidas em uma investigação quando ele aparece morto. Com a ajuda de um atrapalhado detetive, a tentativa de descobrir quem matou um milionário, e a disputa por sua herança, fazem com que algumas gananciosas famílias tenham que conviver sob o mesmo teto.

## Elenco e personagens
| Legenda         | Legenda                              |
| --------------- | ------------------------------------ |
|                 | Creditado no elenco principal        |
|                 | Creditado no elenco recorrente       |
|                 | Creditado como participação especial |
| Does not appear | Personagem ausente                   |

| Principal           |                                      |  |
| Fernanda Paes Leme  | Patrícia Paranhos Peixoto            |  |
| Thati Lopes         | Thyellen Almeida                     |  |
| Maira Azevedo       | Bete Oliveira                        |  |
| Rômulo Arantes Neto | Maurício Paranhos                    |  |
| Paulo Tiefenthaler  | Jorginho Peixoto                     |  |
| Silvero Pereira     | Áquila Oliveira / Jeniffer Tarantino |  |
| Marcelo Médici      | Charles                              |  |
| Raphael Logam       | Darlison Oliveira                    |  |
| Dhu Moraes          | Vó Zanina Oliveira                   |  |
| Eliezer Motta       | Washington / Marconi Gonçalves       |  |
| Gkay                | Xandra Zannarah                      |  |
| Gi Uzêda            | Yara Oliveira                        |  |
| Cezar Maracujá      | Raul Almeida                         |  |

## Resumo
| Temporada | Temporada | Episódios | Exibição             | Exibição             |
| Temporada | Temporada | Episódios | Estreia de temporada | Final de temporada   |
| --------- | --------- | --------- | -------------------- | -------------------- |
|           | 1         | 6         | 17 de agosto de 2022 | 17 de agosto de 2022 |

## Episódios

### Primeira Temporada (2022)
| N.º na série | N.º na temp. | Título                                 | Dirigido por                      | Escrito por                                                | Exibição original    |
| --- | ------------ | -------------------------------------- | --------------------------------- | ---------------------------------------------------------- | -------------------- |
| 1 | 1            | "As Três Mulheres de Jorginho Peixoto" | César Rodrigues e Eduardo Vaisman | César Rodrigues, Leandro Soares, César Amorim e Pedro Tomé | 17 de agosto de 2022 |
| Três mulheres são enganadas pelo mesmo playboy e vão com a família procurar respostas na mansão dele. Mas todos acabam envolvidos em uma investigação quando ele aparece morto. |              |                                        |                                   |                                                            |                      |
| 2 | 2            | "Nem Sempre É o Mordomo"               | César Rodrigues e Eduardo Vaisman | César Rodrigues, Leandro Soares, César Amorim e Pedro Tomé | 17 de agosto de 2022 |
| Para aproveitar o clima de sol, Maurício e os Oliveiras fazem um churrasco depois do enterro; o detetive Nunes tenta interrogar cada suspeito, mas não dá muito certo.          |              |                                        |                                   |                                                            |                      |
| 3 | 3            | "Escreveu Não Leu, o Pau Comeu"        | César Rodrigues e Eduardo Vaisman | César Rodrigues, Leandro Soares, César Amorim e Pedro Tomé | 17 de agosto de 2022 |
| As coisas começam a esquentar com o surgimento de novos casais; a leitura do testamento de Jorginho gera um barraco; Yara ajuda Nunes com a investigação.                       |              |                                        |                                   |                                                            |                      |
| 4 | 4            | "Dia de Faxina"                        | César Rodrigues e Eduardo Vaisman | César Rodrigues, Leandro Soares, César Amorim e Pedro Tomé | 17 de agosto de 2022 |
| O dia de faxina promete muita briga e novos laços entre os suspeitos; Patrícia tenta incriminar Áquila; Nunes e Yara fazem uma descoberta.                                      |              |                                        |                                   |                                                            |                      |
| 5 | 5            | "A Gravidez da Situação"               | César Rodrigues e Eduardo Vaisman | César Rodrigues, Leandro Soares, César Amorim e Pedro Tomé | 17 de agosto de 2022 |
| A tentativa frustrada de dar um golpe em Jorginho na noite do assassinato volta para assombrar Thyellen; a fofoca toma conta do restante da casa.                               |              |                                        |                                   |                                                            |                      |
| 6 | 6            | "A Reconstituição"                     | César Rodrigues e Eduardo Vaisman | César Rodrigues, Leandro Soares, César Amorim e Pedro Tomé | 17 de agosto de 2022 |
| Ainda tentando o "método oblíquo", Nunes faz os suspeitos encenarem o momento do crime, mas cada um interpreta o papel de outra pessoa.                                         |              |                                        |                                   |                                                            |                      |
| 7 | 7            | "Festa de Sétimo Dia"                  | César Rodrigues e Eduardo Vaisman | César Rodrigues, Leandro Soares, César Amorim e Pedro Tomé | 17 de agosto de 2022 |
| Esqueceram de cancelar a festa de aniversário de Jorginho, mas os suspeitos decidem usar a ocasião para celebrar sua inocência, até que o caso tem outra reviravolta.           |              |                                        |                                   |                                                            |                      |
| 8 | 8            | "Amigo Secreto"                        | César Rodrigues e Eduardo Vaisman | César Rodrigues, Leandro Soares, César Amorim e Pedro Tomé | 17 de agosto de 2022 |
| Nunes reabre o caso e os suspeitos precisam lidar com a ansiedade e com a ressaca.                                                                                              |              |                                        |                                   |                                                            |                      |
| 9 | 9            | "A Próxima Vítima"                     | César Rodrigues e Eduardo Vaisman | César Rodrigues, Leandro Soares, César Amorim e Pedro Tomé | 17 de agosto de 2022 |
| Nunes descobre quem matou Jorginho, mas deve pegar o culpado antes que ele fuja.                                                                                                |              |                                        |                                   |                                                            |                      |

## Lançamento
A partir de 18 de julho de 2022, a Netflix passou a divulgar em suas redes sociais o trailer oficial da primeira temporada de Nada Suspeitos. O lançamento da série ocorreu em 17 de agosto de 2022 em diversos países simultaneamente.

## Recepção

### Recepção da crítica
Nada Suspeitos não foi bem recebida pela crítica, recebendo avaliações negativas principalmente pela inconsistência do enredo da série, sendo citada como "paródia ruim sem nenhum atrativo verdadeiro" de filmes como Entre Facas e Segredos. Em sua crítica ao website Omelete, Henrique Haddefinir escreveu que a série é "outra infeliz incursão da nossa dramaturgia no streaming; uma produção que só depõe contra nosso talento, o que não é certo e nem justo. Podemos fazer melhor que isso, sem dúvida nenhuma". Ele concluiu dizendo que "[...] Há um absurdo gancho para a segunda temporada que só estica a falta de verossimilhança até o limite do suportável".
O website CinePOP escreveu: "Gravado e pensado durante a pandemia, dá para entender que esse tipo de produção era uma solução segura de produzir entretenimento numa época que não sabíamos ainda o por vir. Para quem curte bobeirol de riso solto, é uma série para aliviar o fim do mês sem pensar nos boletos."

### Público
Em menos de uma semana de lançamento, a série atingiu o ranking de conteúdos mais vistos da plataforma no território brasileiro. Em seu lançamento, a série ficou entre um dos assuntos mais comentados nas redes sociais, sobretudo pela participação da digital influencer Gkay no elenco.